# Das letzte Kapitel (Film)
Das letzte Kapitel ist ein deutscher Spielfilm aus dem Jahre 1961 nach dem gleichnamigen Roman (1923) von Knut Hamsun. Unter der Regie von Wolfgang Liebeneiner spielen Hansjörg Felmy, Karin Baal und ihr späterer Ehemann Helmuth Lohner die Hauptrollen.

## Handlung
Die Handlung spielt in einem in malerischer Landschaft gelegenen norwegischen Sanatorium namens Torahus. Hier haben sich Menschen eingefunden, die unter den verschiedensten Krankheiten leiden und höchst unterschiedliche Lebenshintergründe aufweisen. Viele von ihnen stehen dem Tod auf die eine oder andere Weise sehr nah, sind alt und gebrechlich oder schwer erkrankt oder bilden sich beides nur ein. Der Tod ist in ihrer Gedankenwelt allgegenwärtig, das sich abzeichnende Ende des Lebens „das letzte Kapitel“. Einer der Sanatoriumsinsassen ist der alles negierende Zyniker Herr Magnus, der gern über das Leben und Sterben philosophiert und im Kern ein maliziöses Wesen besitzt. Er hofft, im Sanatorium seine seelischen Leiden, die ganz weltliche Ursachen haben, heilen lassen zu können. Oft kreisen seine Gedanken um den Freitod, doch diesen entscheidenden Schritt wagte er bislang nicht zu gehen, angeblich, weil bislang kein Augenblick dafür der richtige gewesen sei.
Zu den anderen Sanatoriumspatienten gehören Julie d’Espard, eine hübsche und lebhafte, aber doch auch etwas merkwürdige junge Frau. Sie ist stolz auf ihren Namen und darauf, dass sie, dem Namen alle Ehre erweisend, auch Französisch sprechen kann. Hin und wieder geht sie mit dem lungenkranken und etwas schwächlichen Oliver Fleming spazieren, einem Mann mit seidenen Strümpfen und eleganten Manieren. Ihm wird nachgesagt, dass er ein finnischer Graf sei. Weiters sind da noch die Frau Konsul Ruben, eine stämmige Dame mittleren Alters, ein Rechtsanwalt, ein Holzhändler und diverse andere. Tagtäglich begegnen sich diese Protagonisten, pflegen ihre Wehwehchen und echten Probleme, führen mehr oder weniger belanglose Gespräche, hegen Hoffnungen auf Besserung oder langweilen sich gegenseitig zu Tode. Viele von ihnen haben sich in ihrer Krankheit eingerichtet, sind gar nicht mehr im Stande, die gute Bergluft zu genießen, oder besitzen gar den Willen, eine Besserung ihrer tatsächlichen oder nur eingebildeten Erkrankung erreichen zu wollen. Keine Frage: hier pflegen Stadtneurotiker und andere Menschen, denen es eigentlich an nichts mangelt, ihre Neurosen, Depressionen, Allergien, auch moderne Zivilisationskrankheiten wie Übergewicht und Bluthochdruck.
Der Tod ist immer anwesend in diesem Kabinett der Merkwürdigen und Exzentriker; in kürzester Zeit sterben sieben Menschen, doch nicht nur Insassen. So kommt Konsul Ruben ins Sanatorium lediglich, um seine Frau zu besuchen, und stirbt an einem Schlaganfall. Ein Ochse, der sich losgerissen hat, nimmt eine Dame auf die Hörner und wirft sie in einen Abgrund. Ein Mann verunglückt tödlich, ein Arzt fällt in ein Loch, das die Fischer ins Eis gebohrt haben. Er wird zwar geborgen, stirbt aber wenig später an einer in der Eiseskälte eingefangenen Lungenentzündung. Eines Nachts bricht ein schwerer Sturm aus und führt zu einem Feuer, das das Hauptgebäude in Flammen setzt. Zahlreiche Gäste werden Opfer des Flammenmeeres. Ausgerechnet der „Selbstmörder aus Leidenschaft“ Magnus überlebt das Desaster. Nun, wo er endgültig von der Sinnlosigkeit des Lebens überzeugt ist, will er sich an einem Ast erhängen, doch letztlich hängt er doch mehr am Leben, als ihm lieb ist, und er bricht den Versuch ab.
In der Ansammlung verzweifelter und gescheiterter Charaktere ragt lediglich eine Figur heraus: es ist der Bauer Daniel Utby. Er lebt auf seinem Hof mit einer Magd nahe dem Sanatorium. Er ist jung und gesund, genügsam und im Angesicht der gescheiterten Sanatoriums-Existenzen erfrischend normal. Er geht in seiner Arbeit auf, erlaubt sich keine Schrullen oder Extrawürste, liebt das Leben und nicht den Tod. Zwischen ihm und der leicht überspannten Julie entwickelt sich ein Liebesverhältnis. Daniel, der in seinem Glück nur noch die Existenz des Herrn Fleming als Hinderungsgrund sieht, erledigt den vermeintlichen Nebenbuhler, der sich auch noch als Betrüger erweist, mit einem Schuss aus seiner Jagdflinte. Daniel wird zu sieben Jahre Zuchthaus verurteilt. Julie zieht derweil in sein Bauernhaus, bringt ein Kind zur Welt, kümmert sich um die Äcker und wartet im Übrigen auf die Rückkehr ihres Geliebten.

## Produktionsnotizen
Ursprünglich sollte Gustav Ucicky, der zuletzt einige Erfahrungen mit literarischen, „nordischen“ Stoffen (Das Mädchen vom Moorhof, Das Erbe von Björndal) gesammelt hatte, den Film inszenieren. Als Ucicky sich in Vorbereitung auf die Dreharbeiten in Hamburg, dem Sitz der produzierenden Europa-Film Walter Koppels, aufhielt, starb er Ende April 1961 völlig überraschend. Daraufhin wurde Liebeneiner die Regie angeboten. Er drehte im August und September 1961 in Norwegen sowie im Filmatelier Göttingen. Als Kulisse diente das Luxushotel "Harzburger Hof" mit seiner schmuckvollen Holzfassade. Das letzte Kapitel wurde am 19. Oktober 1961 in Stuttgart uraufgeführt.
Die Herstellungsleitung hatte Werner Ludwig. Das Ehepaar Mathias Matthies und Ellen Schmidt schufen die Filmbauten, Anneliese Ludwig entwarf die Kostüme. Wolfgang Treu war unter der Leitung von Heinz Pehlke einfacher Kameramann.
Lohner und Baal lernten sich bei den Dreharbeiten kennen und heirateten im Jahr darauf.

## Kritiken
„Im Vorspann taucht Georg Hurdalek als Drehbuchautor auf. Man glaubt es nicht. Ziemlich anfängerhaft ist der Roman von Knut Hamsun verfilmt worden. Das Drehbuch läßt Disziplin Disziplin sein und erzählt den Roman in Kinolänge. Kein Wunder, daß der Film sich überstürzt und verhaspelt … und mit Zeitraffer gedreht zu sein scheint. Die seltsame Hektik fordert um so mehr zum Kopfschütteln heraus, als ‚Das letzte Kapitel‘ sich anscheinend zur – gewiß nicht nervösen – Gattung des Heimatfilms zählen will. – Vor dem Hintergrund des norwegischen Gebirges (in schönen unaufdringlichen Farben photographiert) präsentiert Regisseur Wolfgang Liebeneiner eine stattliche Reihe von Darstellern, die Freud und Leid der Sanatoriumskundschaft mimen. Von der Prominenz ist Felmy immer Felmy; unter den Nebenrollen achte man aber einmal auf Ina Halley.“

„Auf penetrante Heimatfilm-Schnulzigkeit wird verzichtet.“

Im Lexikon des Internationalen Films heißt es: „Die pessimistische Menschenschilderung Hamsuns wird dabei zwangsläufig vergröbert. Es bleibt ein in der Atmosphäre bedrückender Heimatfilm mit Landschaftsaufnahmen aus den norwegischen Bergen.“

„Wolfgang Liebeneiner inszenierte mit Karin Baal, Hansjörg Felmy und Helmut Lohner 1961 den von düsterer Atmosphäre, aber schönen Bildern geprägten Film über kranke Menschen, die in einem norwegischen Sanatorium Heilung suchen.“

„Oberflächliche, auf ein paar unklare Hauptfiguren und handfeste Handlungseffekte abgestellte Verfilmung von Ereignissen aus Hamsuns gleichnamigem Roman im Stile des gepflegten deutschen Heimatfilms.“